# Horváth Sándor (hivatalnok)
Horváth Sándor (Rozsnyó, 1844. március 17. – Budapest, 1909. július 24.) takarékpénztári hivatalnok és hírlapíró.

## Élete
Horváth János nemes származású szűrszabómester és Lázár Julianna fia. A gimnáziumot szülővárosában, a teológiát Eperjesen végezte. 1865-66-ban nevelő volt Bánó Miklós családjánál Kükemezőn (Sáros megye) 1867-ben Jénában volt az egyetemen. Hazatérve előbb Miskolcon nevelő, 1869-től 1885-ig az evangélikus gimnáziumban tanár és igazgató volt; egyszersmind 1870. májustól a miskolci ágostai evangélikus egyháznál segédlelkészi teendőket is végzett, mint felszentelt lelkész. Az algimnázium megszűnte után a miskolci takarékegylet fióktelepénél Szerencsen működött mint pénztárnok.
A Zemplén-Hegyalja c. lap az ő közreműködésével létesült 1893. január 5-én Szerencsen és ő kezdettől fogva buzgó munkatársa volt a lapnak, melybe költeményeket, társadalmi, vezér- és tárcacikkeket írt; ennek folytatása a Tokaj-Hegyalja 1894-ben, melynek szintén munkatársa és 1895. január 1-től szerkesztője volt, melyben négy vezércikken kívül minden cikket és hírt ő írt.